# Heavenly Mountain Resort
Heavenly Mountain Resort är en vintersportort på delstatsgränsen mellan Kalifornien och Nevada i USA, belägen söder om Tahoesjön. Den har 97 nedfarter och 30 liftar.
Här omkom amerikanske kongressledamöten Sonny Bono efter att ha kolliderat med ett träd den 5 januari 1998.

### Fotnoter
1. ↑  ”Sonny Bono killed in skiing accident”. Cable News Network (CNN). 6 januari 1998. http://www.cnn.com/US/9801/06/bono.obit/. Läst 6 december 2010.